# Ioan Piuariu-Molnar
Ioan Piuariu-Molnar, régebbi magyar forrásokban müllersheimi Molnár János (Cód, 1749. – Nagyszeben, 1815. március 16.) az első okleveles román orvos, az első román nyelvű orvosi könyv szerzője, a kolozsvári orvossebészeti intézet szemészeti tanára, a felvilágosodás egyik legjelentősebb erdélyi román egyénisége.

## Családja
Apja, Ioan Piuariu görögkeleti pap volt, akit „Popa Tunsu” ('nyírott pap') néven emlegettek, mivel nem akarván csatlakozni a görögkatolikus egyházhoz, megfosztották papi tisztségétől, nyilvánosan lenyírták a haját és szakállát Nagyszeben főterén; ugyanebből az okból a börtönt is megjárta.
1783-ban házasodott össze az özvegy Anna Regina Arasnival (lánynevén Sebastian), aki számos nagyszebeni ingatlant vitt hozományként a családba; a házasság kapcsán jó összeköttetésbe került a városbeli szászokkal. A házasságból egy fiú (Iosif, 1787) és egy lány (Ioana Regina, 1788) született; a fiút apja után görögkeletinek, a lányt anyja után evangélikusnak keresztelték. A lány egyéves korában elhunyt, a fiú katonatiszt lett, és 1827-ben Bécsben német nyelvű könyvet adott ki Betrachtungen über die mit der ersten österreichischen Sparkasse vereinigte allgemeine Versorgungsanstalt, aus ihrem würdigsten und folgenreichsten Gesichtspunkte als moralisches Wohlthätigkeits-Institut címmel.

## Élete
Iskoláit Nagyszebenben és a kolozsvári jezsuita akadémián végezte. Gyakorlati szemészeti ismereteit egy görög orvostól szerezte, 19 éves korában már gyógyított, de csak 1774-ben Bécsben szerzett orvosi oklevelet. Ezt követően a bánsági román határőrezred orvosává nevezték ki, közben Bécsben képezte tovább magát. 1777-ben Nagyszebenben telepedett le, és szemészorvosként praktizált. Itt nagy elismertséget szerzett, és különösen a javára írták, hogy a szegényeket ingyen gyógyította. Betegei voltak Moldvában és Havasalföldön is. 1781-ben belépett a nagyszebeni Szent András szabadkőműves-páholyba. 1784-ben megbízták, hogy Ghedeon Nichitici ortodox püspökkel együtt közvetítsen a parasztfelkelés résztvevői és a főhadiparancsnokság között. 1790. január 21-én II. Lipót a kolozsvári orvos-sebészeti intézet szemészeti tanárává nevezte ki, ahol Joseph Jakob Plenck tankönyve alapján adott elő. 1792. július 18-án fiával együtt müllersheimi előnévvel nemességet kapott. 1801–1802 körül posztómanufaktúrát alapított szülőfalujában, ami azonban tőkehiány miatt nem vált sikeressé.

## Munkássága
Orvosi tevékenysége mellett számos módon próbálta elősegíteni az erdélyi román művelődés ügyét. 1782-ben folyamodványt írt az erdélyi főkormányszékhez, hogy növeljék meg a román nyelvű iskolák számát, és nevezzenek ki egy igazgatót a felügyeletükre, illetve a görögkeleti többségű településeken a tanító is görögkeleti legyen. 1791-ben egyik szerzője volt a Supplex libellus Valachorum néven ismert folyamodványnak, amely a többi erdélyi nemzettel egyenlő jogokat kért a románok számára. Az 1790-es években több kísérletet tett egy román lap indítására, azonban nem kapott rá engedélyt. Tagja volt az Erdélyi Magyar Nyelvmívelő Társaságnak, és 1795-ben maga is hasonló román egyesületet készült létrehozni Societatea Filozoficească a neamului românesc în Mare Principatul Ardealului ('A Román Nemzetség Filozófiai Társasága az Erdélyi Nagyfejedelemségben') néven, amely nyelvészettel, történelemmel és természettudománnyal foglalkozott volna, azonban nincsenek adatok arról, hogy a társaság ténylegesen létrejött-e. Ő írta az első román nyelvű méhészeti szakkönyvet, szerkesztett szótárat és nyelvkönyvet, retorikai értekezést írt, románra fordított egy francia nyelvű világtörténelmet és egy német nyelvű szülészeti tankönyvet. Sfătuire către studenții în chirurgie ('Tanács a sebészetet tanuló diákok számára') című, 1793-ban megjelent művét az első román nyelvű orvostudományi műnek tartják.

### Művei
- Economia stupilor. Wien. 1785. (Második kiadása Povăţuirile de sporire a stupilor címmel jelent meg 1808-ban).
- Deutsch-walachische Sprachlehre. Wien. 1788
- Paraenesis ad auditores chyrurgiae in Lyceo Regio Academico Claudiopolitano habita… Claudiopoli. 1793
- Sfătuire către studenții în chirurgie. 1793
- Retorică adecă învăţătura şi întocmirea frumoasei cuvântări. Acum întâiu izvodită pe limba românească. Împodobită şi întemeiată cu pildele vechilor filosofi şi dascăli bisericeşti. Buda. 1798
- Istoria universală, adecă de obşte. Buda. 1800. (Claude-François-Xavier Millot(wd) világtörténelmének fordítása)
- Vocabularium nemtesc si romanesc (Dt.-walachisches Wörterbüchlein); Hermannstadt. 1822